# Valeriana moonii
Valeriana moonii är en kaprifolväxtart som beskrevs av George Arnott Walker Arnott och Charles Baron Clarke. Valeriana moonii ingår i släktet vänderötter, och familjen kaprifolväxter. Inga underarter finns listade i Catalogue of Life.